# Neil Wilkinson
Neil Wilkinson (16 februari 1955 – 2 augustus 2016) was een Brits profvoetballer.
Wilkinson begon zijn carrière bij Blackburn Rovers FC in 1972. In vijf jaar tijd kwam hij dertig keer uit voor de club. In 1978 speelde hij zeven wedstrijden voor Port Vale FC, alvorens over te stappen naar Crewe Alexandra FC waar hij zijn carrière in 1981 afsloot.

## Statistieken
| Seizoen | Club                | Land     | Competitie                                                     | Wedstrijden | Doelpunten |
| ------- | ------------------- | -------- | -------------------------------------------------------------- | ----------- | ---------- |
| 1972/77 | Blackburn Rovers FC | Engeland | Football League Third Division/Football League Second Division | 30          | 0          |
| 1978    | Port Vale FC        | Engeland | Football League Fourth Division                                | 7           | 0          |
| 1978/81 | Crewe Alexandra FC  | Engeland | Football League Third Division                                 | 75          | 0          |
|         |                     |          | Totaal                                                         | 112         | 0          |